# 鳌山卫 (古代)
鳌山卫，明洪武二十一年（1388年）指挥佥事廉高在鳌山筑城，城墙为砖石结构，周长2500米，高11.6米，厚6米；城外护城河深5米，宽8米；城池有东南西北四门，分别为镇海门、安远门、迎恩门、维山门。明建文四年(1402年)置鳌山卫，领右、前、后三千户所，属山东都指挥使司。清顺治元年（1644年）废除世袭官军，裁撤部分官职。清雍正十二年（1734年）鳌山卫归并即墨县。1984年4月改为鳌山卫镇。